# Taurus 85

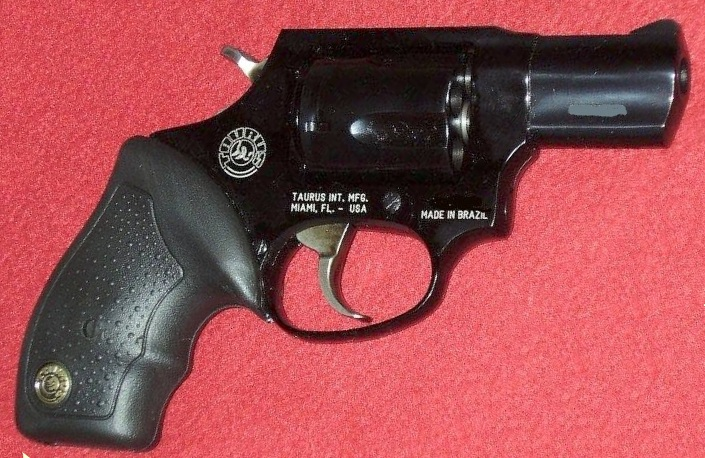
Un revolver Taurus 85 (3e modèle) calibre .38 Special

Le revolver brésilien Taurus 85 est une variation du S&W Chiefs Special dont la fabrication par Forjas Taurus dure depuis 1980. Il n'est plus disponible aux États-Unis depuis 2018 où il a été remplacé par le Taurus 856.

## Variantes et dérivés
Depuis le début des années 1980, ce petit revolver a existé en version 85B/SS (modèle de base), 85 CH (à chien caréné), 85 UL (carcasse en alliage), 85 Total Titanium (carcasse  en titane), 85 Ply (carcasse en Polymère). En 2014 a été commercialisé une version ultra-compacte : le 85 View .
Enfin, le modèle 85 a donné naissance à plusieurs autres revolvers compacts : 
- Taurus 650/850 CIA : Similaire S&W Centennial muni d'un chien interne.
- Taurus 650/850 Protector : Similaire S&W Bodyguard muni d'un chien caréné.
- Taurus 380 : version chambrée en .380 ACP.
- Taurus 605 Taurus 606 et Taurus 617 : versions chambrées en .357 Magnum.
- Taurus 405 : version chambrée en .40 S&W.
- Taurus 905 : version chambrée en 9 mm Luger.
- Taurus 856 : version munie d'un barillet à 6 coups.

## Fiche technique  du modèle à canon court
- Munition : .38 Special
- Versions
  - 1er modèle (1985-1990) : canon sans renfort pour la tige d'éjection, plaquette de crosse en bois exotique
  - 1er modèle (1990-2003) : canon avec renfort pour la tige d'éjection, plaquette de crosse en bois exotique
  - 3e modèle (depuis 2003) : canon lourd avec renfort long pour la tige d'éjection, poignée en élastomère.
- Fonctionnement : double action/double action seule (version CH)
- Visée : mire métallique
- Matériau de la carcasse  : acier/acier inoxydable/alliage d'aluminium/titane.
- Longueur du canon : 50 mm
- Longueur totale : 165 mm
- Masse de l'arme vide : 
  - 1er modèle : 570 g.
  - 2e modèle  : 600 g
  - 3e modèle  : 380 (modèles titane)- 450 (modèles alliage) -  590 (modèles acier)/640  (modèles acier inox)g
- Barillet : 5 coups
- Usage : Police et défense personnelle

## Fiche technique  du modèle à canon long et lourd
- Munition : .38 Special
- Fonctionnement : double action.
- Visée : mire métallique
- Matériau de la carcasse  : acier/acier inoxydable..
- Longueur du canon : 76 mm
- Longueur totale : 193 mm
- Masse de l'arme vide : 
  - modèle en acier : 710 g.
  - modèle en acier inox : 740 g
- Barillet : 5 coups
- Usage : Police et défense personnelle

## Diffusion
Il fut vendu en grand nombre en Amérique latine (notamment aux policiers brésiliens agissant en tenue civile) et aux États-Unis sur le marché de la défense personnelle. 
Les policiers singapouriens porte des Taurus 85 à canon de 7,6 cm.
Il fut aussi choisi par le juge Gilbert Thiel comme arme de défense personnelle lorsqu'il instruisait des affaires liées au terrorisme

## Une victime célèbre
Yolanda Saldívar  s'est servie un Taurus 85 (chargé de balles à tête creuse)  pour assassiner la vedette de musique latine Selena en mars 1995.

## Le Taurus Modèle 85 dans la culture populaire
- Comme accessoire cinématographique, ce revolver arme des durs à cuire, des gangsters, des femmes fatatales ou des policiers dans les films  suivants :
  - The Killer
  - À toute épreuve
  - Way of the Gun (The Way of the Gun)
  - Snatch : Tu braques ou tu raques
  - Le 51e État
  - The Job
  - Sin City
  - Voyage jusqu'au bout de la nuit
  - Batman Begins
  - RocknRolla
  - Hostiles et armés
  - Dans la brume électrique
  - Impensable
  - Parker
- Il apparait aussi dans la série The Walking Dead.

## Sources et bibliographie francophone
Cette notice est issue de la lecture des revues  et ouvrages spécialisés  de langue française suivantes :
- Cibles (FR)
- Action Guns (Fr)
- R. Caranta, Le Pistolet de poche moderne/1878-2003, Crépin-Leblond, 2003
- R. Caranta, Pistolets & revolvers, aujourd'hui, 5 tomes, Crépin-Leblond, 1998/2009
- Catalogue  de l'importateur français des armes Taurus, édition 2006/2007